# Roger Strøm
Roger Strøm (* 28. července 1966 Sandefjord) je bývalý norský rychlobruslař.
Do závodů Světového poháru poprvé nastoupil v roce 1988. Startoval na Zimních olympijských hrách 1994, tamní závod na 500 m nedokončil a na dvojnásobné trati byl sedmý. Byl čtvrtý na Mistrovství světa ve sprintu 1995, podobného umístění, šesté příčky, dosáhl i o rok později. Z Mistrovství světa na jednotlivých tratích 1996 si přivezl z distance 500 m bronzovou medaili, následující rok vybojoval na téže trati stříbro. Tento cenný kov získal i na MS ve sprintu 1997. Zúčastnil se také ZOH 1998 (500 m – 10. místo, 1000 m – 34. místo). Od roku 1999 startoval již pouze na norských závodech a poslední z nich absolvoval v roce 2005. Během roku 2014 se zúčastnil několika veteránských závodů.